# Thiania subserena
Thiania subserena là một loài nhện trong họ Salticidae.
Loài này thuộc chi Thiania. Thiania subserena được Eugène Simon miêu tả năm 1901.